# Noemí Di Benedetto
Noemí Di Benedetto (San Andrés de Giles, Buenos Aires, Argentina; 1930- Buenos Aires, Argentina; 2010) fue una pintora y artista plástica argentina de larga trayectoria. Fue una de las referentes del estilo del Informalismo en su país.

## Carrera
Realiza estudios en las escuelas nacionales de Bellas Artes Manuel Belgrano y Prilidiano Pueyrredón. Comienza a exponer en 1959 con obras ligadas a la abstracción geométrica, pero muy pronto inicia trabajos en la vía del Informalismo.
En 1959 integra el envío argentino a la 1ª Bienal de Jóvenes de París. Expone individualmente en 1961 en la Galería Peuser y en Lirolay. Al año siguiente vuelve a exponer en la Galería Peuser. 
En 1960 participa en la Primera Exposición Internacional de Arte Moderno, en el Museo de Arte Moderno de Buenos Aires. Entre 1960 y 1964 utilizó en sus obras arpilleras, telas, maderas, cartón de desecho; materiales toscos y efímeros que sometía a toda clase de torturas, desgarros, quemaduras, golpes y manchas. En sus Cajas Visuales, elaboró construcciones en madera y espejos que multiplican las formas y obtiene una cuarta dimensión de sugerencias espaciales. 
En 1961 integra la muestra Cinco expresiones de la plástica actual, en la Galería Lirolay; participa en el Premio Ver y Estimar, en el Museo Nacional de Bellas Artes e integra la muestra Arte Argentino Contemporáneo, en el Museo de Arte Moderno de Río de Janeiro. En ese año forma parte de la exposición de La mujer en la pintura argentina en la Galería Forum, Buenos Aires, exponiendo junto a Marta Minujín, Martha Peluffo y Lea Lublin.
En 1962 es invitada a la muestra Collages, en la Galería Lirolay. Ese año expone en el Premio Ver y Estimar, en el Museo Nacional de Bellas Artes y en la muestra El hombre antes del hombre, organizada por el Museo de Arte Moderno de Buenos Aires. 
En 1963 es becaria del Fondo Nacional de las Artes.
En 1964 trabajó en una serie de objetos construidos con cajones en desuso, que parecían restos de un desastre ignoto. Los objetos estaban casi totalmente consumidos por el fuego, mostrándose como trastos trágicos y convulsionados.
En 1980retornó a la pintura. Falleció en el año 2010.

## Algunas obras
- 2000: Visualidad alternada.
- 1993: Las letras del paisaje.[4]
- 1990: Pintura sin título.
- 1985: Figura (Óleo/tela).
- 1984: El rostro del hombre contemporáneo (El hombre sin rostro).
- 1961: Pintura sin título (Óleo y arpillera sobre hardboard).[5]
- 1961: Collage rojo.